# Mantalania
Mantalania es un género con tres especies de plantas fanerógamas perteneciente a la familia de las rubiáceas. 
Es nativa de Madagascar.

## Especies
- Mantalania capuronii J.-F.Leroy (1974).
- Mantalania longipedunculata De Block & A.P.Davis (2006).
- Mantalania sambiranensis Capuron ex J.-F.Leroy (1973).